# Secretprojectrevolution
secretprojectrevolution es un cortometraje de 2013 dirigido por Madonna y Steven Klein, que trata sobre la libertad artística y los derechos humanos. La película lanzó la iniciativa global Art for Freedom para promover la libertad de expresión, creada por Madonna, curada por Vice y distribuida por BitTorrent. El objetivo de Art for Freedom fue promover y facilitar la libre expresión, y así dificultar la represión de la expresión artística.

## Sinopsis
secretprojectrevolution es una película en blanco y negro de 17 minutos, con comentarios fuera de cámara de Madonna, que consiste en una narrativa grabada exclusivamente para el proyecto, así como extractos de sus discursos en el escenario durante el MDNA Tour. 
Se abre con una escena que representa a Madonna encerrada en una celda de la prisión, sosteniendo los barrotes. Esto se proyecta contra una voz en off que consta de extractos de su discurso en el escenario en el Olympia en París, durante el MDNA Tour en julio de 2012. El discurso reflexionó sobre la situación económica en el mundo en ese momento, explicando que el miedo es la fuente de la intolerancia. La película luego muestra una pantomima, con los bailarines de la gira sentados y parados en una habitación, mientras Madonna entra con una pistola, que representa la marca, y comienza a dispararles. Esta sección termina con una cita de Jean-Luc Godard, que dice "All you need for a movie is a gun and a girl" ("Todo lo que necesitas para una película es una pistola y una chica"), que se muestra en la pantalla. 
La siguiente escena muestra a Madonna siendo arrastrada por agentes de policía a una celda, donde es arrojada al suelo. Para ese momento, su narrativa comienza, explicando las circunstancias que la impulsaron a emprender el proyecto. Continúa durante varios minutos a medida que las imágenes de Madonna en su celda se alternan con escenas que representan a un hombre torturado por otros y una bailarina que realiza rutinas. Luego se muestra a Madonna detenida en una cama, con una bailarina burlándose de ella y simulando una tortura. La siguiente escena muestra a un hombre encarcelado, que había sido víctima de una tortura física. 
En el siguiente segmento, los bailarines comienzan a realizar rutinas y adaptan posturas expresivas a medida que se toca la música del piano y Madonna continúa su narrativa. Un hombre casi desnudo baila frente a los guardias y Madonna realiza una actuación a capella de «My Country, 'Tis of Thee» seguida de extractos de su discurso en San Petersburgo. Las imágenes de Madonna matando a los bailarines se reproducen al revés a medida que regresan a la vida. Una vez más, se muestra a Madonna siendo arrastrada por agentes de policía que la tiran al suelo y comienzan a mirarla. A esto le sigue una cita "Freedom is what you do with what's been done to you" ("La libertad es lo que haces con lo que te han hecho") por Jean-Paul Sartre. 
La película termina con un mensaje: 

"This film is dedicated to those who have been persecuted, are being persecuted, or may be persecuted. For the color of their skin. Their religious beliefs. Their artistic expression. Their gender. Or their sexual preferences. Anyone whose human rights have been violated."
"Esta película está dedicada a aquellos que han sido perseguidos, están siendo perseguidos o pueden ser perseguidos. Por el color de su piel. Sus creencias religiosas. Su expresión artística. Su género. O sus preferencias sexuales. Cualquier persona cuyos derechos humanos hayan sido violados".

## Producción

### Antecedentes
A finales de 2012, Madonna y Steven Klein debían trabajar juntos en una sesión de fotos para la campaña promocional de zapatos y lencería que había diseñado como parte de su colección Truth or Dare. Sin embargo, sus productos fueron recibidos con una recepción desfavorable por parte de la empresa distribuidora por ser demasiado provocativa, lo que llevó a la cancelación de todo el proyecto. En cambio, Madonna decidió usar el set para filmar el proyecto con Klein y sus bailarines, usando lencería de diseño propio. El trabajo comenzó en Buenos Aires, Argentina, a mediados de diciembre de 2012, durante la pausa de Madonna entre las presentaciones en el país. En el transcurso de las siguientes semanas, la cantante comenzó a escribir la narración y se produjo más material de archivo. 
La película fue su respuesta artística a una serie de eventos sociales y políticos que tuvieron lugar en todo el mundo mientras interpretaba The MDNA Tour en la segunda mitad de 2012. Estos eventos incluyeron, entre otros, la amenaza de que Israel golpeara a Irán, el encarcelamiento de Yulia Tymoshenko en Ucrania y Pussy Riot en Rusia, violaciones de los derechos de los homosexuales, elecciones presidenciales en los Estados Unidos y el intento de asesinato de Malala Yousafzai. Una de las escenas fue inspirada por la película The Night Porter, mientras que otra fue inspirada por la escena en la película de cine negro Cage, donde Eleanor Parker es encarcelada. Madonna ha descrito la evolución del proyecto secreto como una de las cosas más importantes que ha hecho.

### Desarrollo
El 14 de diciembre de 2012, una foto tomada en el set del proyecto apareció en línea, lo que provocó rumores de que Madonna supuestamente estaba trabajando en su próximo vídeo musical, que muchos fanáticos pensaron que sería «Gang Bang». El 19 de diciembre, Steven Klein se refirió a la película como "#secretproject" en Twitter, lo que serviría como su nombre oficial. Más tarde ese mes, se contactó con gente como Rihanna, Lady Gaga, Cher, Dita Von Teese y Naomi Campbell en Twitter, invitándolas a participar en el proyecto. Una imagen que decía "From Madonna to Rihanna 2 of 3" ("De Madonna a Rihanna 2 de 3") surgiría a principios de 2013, seguida de una fotografía de Naomi Campbell y Kate Moss, con una leyenda que las asociaría con el proyecto. En marzo de 2013 aparecieron más fotos del conjunto en línea, y Madonna comenzó a publicar fotos fijas de la película y las imágenes relacionadas en Instagram, atribuidas con un hashtag #secretproject, que luego se modificó a #secretprojectrevolution.
El 20 de marzo, Klein publicó el primer tráiler de la película. En julio, comenzaron a circular rumores de que el proyecto es en realidad un lanzamiento de la nueva línea de ropa, diseñada por la entonces pareja de Madonna, Brahim Zaibat.

## Lanzamiento
Anunciado inicialmente para su lanzamiento el 12 de mayo de 2013, la película se estrenó finalmente el 23 de septiembre, en una serie de dieciocho proyecciones al aire libre en cinco ciudades en cuatro países: Nueva York, Los Ángeles, Toronto, Berlín y Londres. Al día siguiente, secretprojectrevolution se lanzó de la misma forma en Chicago, San Francisco, Roma, París y Tel Aviv, este último agregado en el último minuto como la ubicación final. Todos los lugares se habían revelado poco antes de los eventos a través de los perfiles de redes sociales de Madonna. El 24 de septiembre, la película completa se subió a YouTube y se lanzó a través de una nueva función basada en BitTorrent llamada Bundle, que consta de tráileres y fotos desbloqueados, más tres videos y un mensaje escrito de Madonna, todos bloqueados pero desbloqueables al enviar un dirección de correo electrónico válida. BitTorrent afirma que BitTorrent Bundle sigue siendo un proyecto en fase alfa. Es un formato exclusivo para distribuir contenido bloqueado junto con un escaparate virtual que presenta a los consumidores las formas que el artista ha elegido para habilitar el desbloqueo de contenido, que puede variar.
Durante una proyección en la Galería Gagosian de Nueva York, Madonna hizo una aparición personal en el evento, precedió a la proyección con un discurso y la siguió con una presentación en vivo de "Entre los bares" de Elliott Smith, acompañada por su hijo Rocco Ritchie como bailarín. Mientras tanto, se cargó una entrevista de 40 minutos en YouTube, realizada en Londres por Eddy Moretti, de Vice, en la que Madonna explica las circunstancias que la impulsaron a realizar todo el proyecto.

## Recepción y repercusión
A pesar de la apariencia personal limitada de Madonna para promover el proyecto y su naturaleza no comercial, la revolución de proyectos secreta se encontró con una cantidad respetable de cobertura mediática e interés público, aunque las revisiones que recibió fueron variadas. Se estima que diez mil personas vieron la película en todas las proyecciones. En menos de tres semanas, el paquete se ha descargado más de 1,2 millones de veces y, a partir de octubre de 2013, cada día se presentaban decenas de trabajos en el sitio web de Art for Freedom.
La cantante y compositora británica Kate Nash anunció trabajar en su propio "proyecto secreto" en agosto de 2013, invitando a los fanáticos a colaborar. Más tarde adaptaría el enfoque de Madonna para su proyecto de Equipos de la calle del Reino Unido en octubre de 2013, organizando reuniones de grupo en ubicaciones anunciadas previamente. El video musical del dúo de Lady Gaga con R. Kelly «Do What U Want» se publicó en BitTorrent en diciembre de 2013, en colaboración con Vice. Aunque secretprojectrevolution nunca se estrenó oficialmente en Polonia, el Fanclub oficial polaco de Madonna organizó una proyección de la película en Cracovia en diciembre de 2013.
Simultáneamente con el lanzamiento de la película, se inició el programa Art for Freedom, que permite a los artistas subir sus propios trabajos expresando su definición personal de libertad y revolución en el sitio web artforfreedom.com. En octubre se lanzó un programa de subvenciones de un año de duración, en apoyo de personas y organizaciones que trabajan para promover la justicia social. Cada mes, Madonna y un curador invitado eligen una presentación ganadora y otorgan US$ 10,000 a una organización o proyecto sin fines de lucro de la elección del artista ganador. El primer curador invitado fue Anthony Kiedis, de los Red Hot Chili Peppers.
El 8 de octubre de 2013, Madonna organizó la primera curación de arte en vivo en Twitter, seguida de otra curación en Tumblr el 13 de noviembre de 2013. Mientras tanto, el 11 y 20 de octubre se llevaron a cabo proyecciones de secretprojectrevolution en Jericó y Río de Janeiro, respectivamente. En noviembre, se lanzó un paquete de superposición de diseño con el tema Arte para la Libertad a través de una aplicación de diseño gráfico Studio. A principios de enero de 2014, Katy Perry se convirtió en curadora invitada de Art for Freedom, seguida de Miley Cyrus a principios de abril. El 15 de abril de 2014 se llevó a cabo una curaduría de arte en vivo en BuzzFeed. 

## Fechas de proyección
| Fecha                    | Ciudad         | País           | Ubicaciones |
| ------------------------ | -------------- | -------------- | --- |
| 23 de septiembre de 2013 | Nueva York     | Estados Unidos | - West 31st Street (10pm) - Museo de Arte Moderno, West 53rd Street (23:00) |
| 23 de septiembre de 2013 | Toronto        | Canadá         | - Distillery District, 9 Trinity Street (9pm) - Galería de arte de Ontario, 317 Dundas Street West (10 p. m.) - Museo Bata Shoe, 327 Bloor Street West (10.45pm) - El Real Conservatorio de Música, 273 Bloor Street West (11.30 p. m.)         |
| 23 de septiembre de 2013 | Los Ángeles    | Estados Unidos | - Avenida Hillhurst (9pm) - Petersen Automotive Museum, 6060 Wilshire Boulevard (22:00) - The Factory, 652 N La Peer Drive (23:00) - Auditorio cívico de Santa Mónica, calle principal de 1855 (12 a. m.)                                       |
| 23 de septiembre de 2013 | Berlín         | Alemania       | - Oranienburger Straße (9pm) - Galería Kaufhof, Alexanderplatz (21:50) - Friedrichstraße (10.40pm) - Stralauer Platz (11.30pm) |
| 23 de septiembre de 2013 | Londres        | Reino Unido    | - Exhibition Road, Kensington (9pm) - Gerrard Place, Chinatown (22:00) - Tate Modern, Holland Street (23:00) - Estación de tren de Shoreditch High Street (12:00 h)                                                                             |
| 24 de septiembre de 2013 | Chicago        | Estados Unidos | - East Illinois Street (9pm) - South Clark Street (10pm) - Calle East Chestnut (23:00) - North Wells Street (12 a. m.) - Calle North Rush (1 a. m.)                                                                                             |
| 24 de septiembre de 2013 | San Francisco  | Estados Unidos | - UC Hastings College of the Law, 200 McAllister Street (9pm) - Palacio de Bellas Artes, 3301 Lyon Street (22:00) - Museo De Young, 50 Hagiwara Tea Garden Drive (11.30pm) - Administración de la Seguridad Social, 90 7th Street (12.30 a. m.) |
| 24 de septiembre de 2013 | Tel Aviv       | Israel         | - Teatro Habima (10pm) |
| 24 de septiembre de 2013 | Roma           | Italia         | - Museo Ara Pacis, Piazza Augusto Imperatore (22:00) - Piazza della Rotonda (10.50pm) - Piazza Venezia (11.40pm) - Termini, Via Marsala (12.30 a. m.)                                                                                           |
| 24 de septiembre de 2013 | París          | Francia        | - Trocadéro, Place du Trocadéro (22:00) - Palacio de Tokio, Avenue du Président-Wilson (10.50pm) - Igor Stravinsky, Rue Saint-Merri (11.40pm) - Panthéon, Place du Panthéon (12.30 a. m.)                                                       |
| 11 de octubre de 2013    | Jericó         | Palestina      | - Jardines españoles (10pm) |
| 20 de octubre de 2013    | Río de Janeiro | Brasil         | - Praça do Conhecimento, Complexo do Alemão (8pm) |
| 16 de noviembre de 2013  | Vigo           | España         | - MARCO Museo de Arte Contemporáneo de Vigo (20:30 h) |